# Erebostrota palpalis
Erebostrota palpalis là một loài bướm đêm trong họ Noctuidae.